# Frederick Benteen
Frederick Benteen, né le 24 août 1834 à Petersburg en Virginie et mort le 22 juin 1898 à Atlanta en Géorgie, est un militaire américain ayant participé à la guerre de Sécession et aux guerres indiennes. Il est surtout connu pour son rôle à la bataille de Little Bighorn le 25 juin 1876, où il commande trois compagnies du 7e régiment de cavalerie sous les ordres de George Armstrong Custer. 
Après avoir reconnu le terrain, Benteen reçoit un ordre de Custer lui enjoignant de le rejoindre au plus vite avec des munitions en prévision de l'attaque qu'il se prépare à mener contre un vaste campement amérindien. Le refus de Benteen d'exécuter cet ordre constitue l'un des points les plus controversés de la bataille, laquelle s'achève par la destruction complète des cinq compagnies de cavalerie composant le détachement de Custer. Son intervention est cependant décisive pour empêcher la troupe du major Marcus Reno d'être anéantie. 
Benteen continue par la suite de servir pendant douze ans au sein de la cavalerie américaine. Il est plusieurs fois promu mais est condamné pour ivresse par un tribunal militaire. Il démissionne finalement pour raisons de santé en 1888 et meurt dix ans plus tard à l'âge de 63 ans. Il est inhumé au cimetière national d'Arlington.